# Gibson

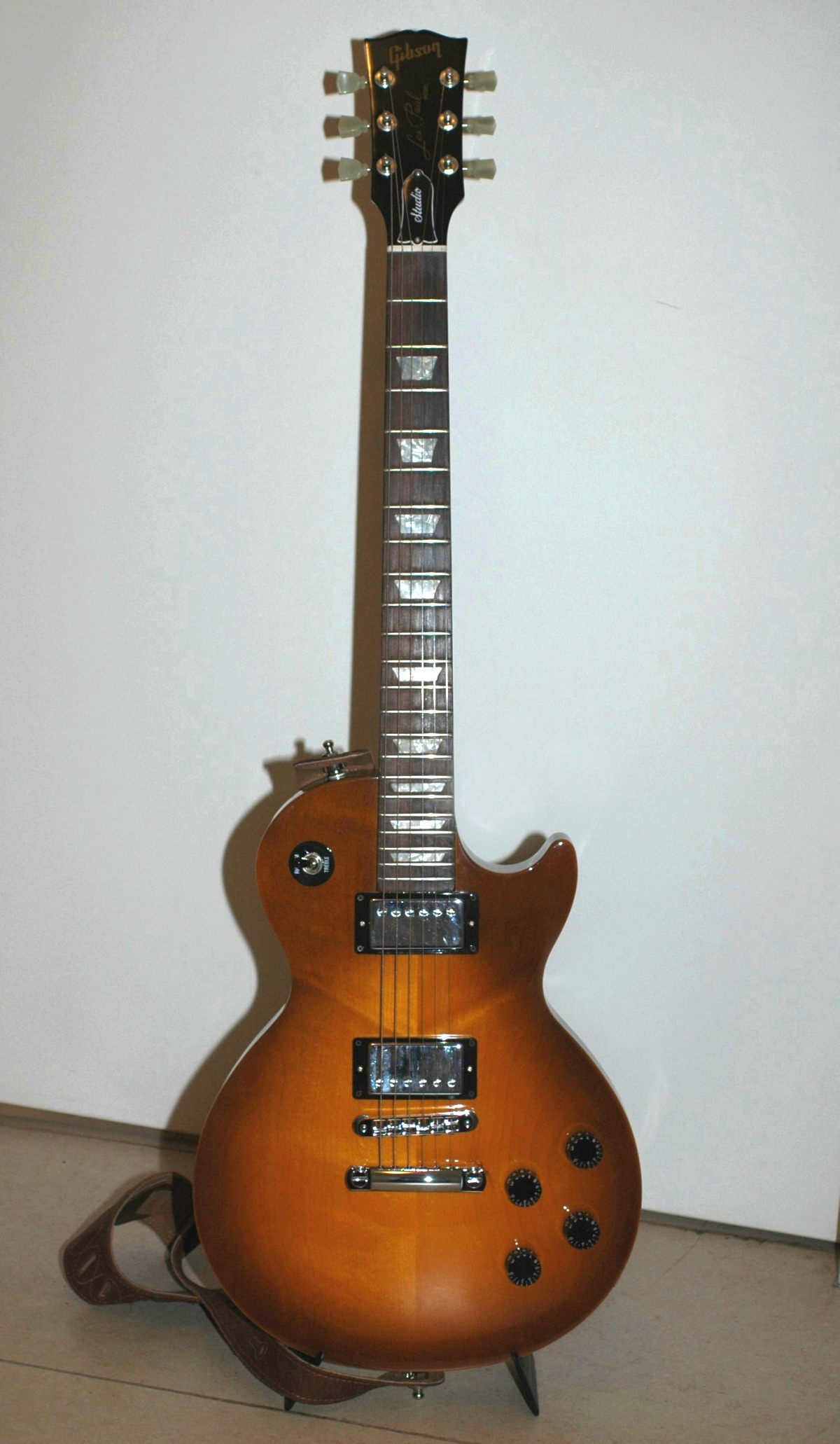
Gibson Les Paul Studio

Gibson (Гибсон) — американская компания, производитель гитар. Продукцию фирмы можно также увидеть под брендами Epiphone, Kramer Guitars, Valley Arts, Tobias, Steinberger и Kalamazoo. Помимо гитар Гибсон изготавливает фортепиано (подразделение компании Baldwin Piano), барабаны и дополнительное оборудование.
Основатель компании Орвилл Гибсон в начале 1900-х годов производил мандолины в городе Каламазу (штат Мичиган). По образу скрипки он создал гитару с выпуклой декой, известную также как «арктоп» (англ-archtop). Инструменты Орвилла были громче и прочнее, чем другие современные ладовые инструменты, и вскоре музыканты стали требовать больше, чем он мог построить в своей мастерской. 
К 1930 году компания начала производство гитар с плоской декой (они же — «флэттопы», англ-flat-top) и гитар с полым корпусом, которые популяризовал Чарльз Крисчен. 
В начале 1950-х годов Гибсон выпустил в свет Лес Пол — первую гитару с цельной декой. 
После того, как в 1960 году «Норлин Корпорейшн» стали владельцами «Гибсон», успешность компании и качество продукции стали резко ухудшаться вплоть до 1986 года, когда её выкупили нынешние владельцы. 
Gibson Guitar — закрытое акционерное общество, во главе которого стоят Генри Юшкевич и Дэвид Беримен.

## История
Орвилл Гибсон (родился в 1856 году) начал с производства мандолин в городе Каламазу (штат Мичиган). Его мандолины отличались от остальных своей формой, имели более мрачное звучание и были более простыми в производстве. В 1898 году они были запатентованы, а в 1918 году Орвилл умер от эндокардита. В его честь назван бренд Orville by Gibson, продававшийся в Японии.

### 1902—1950

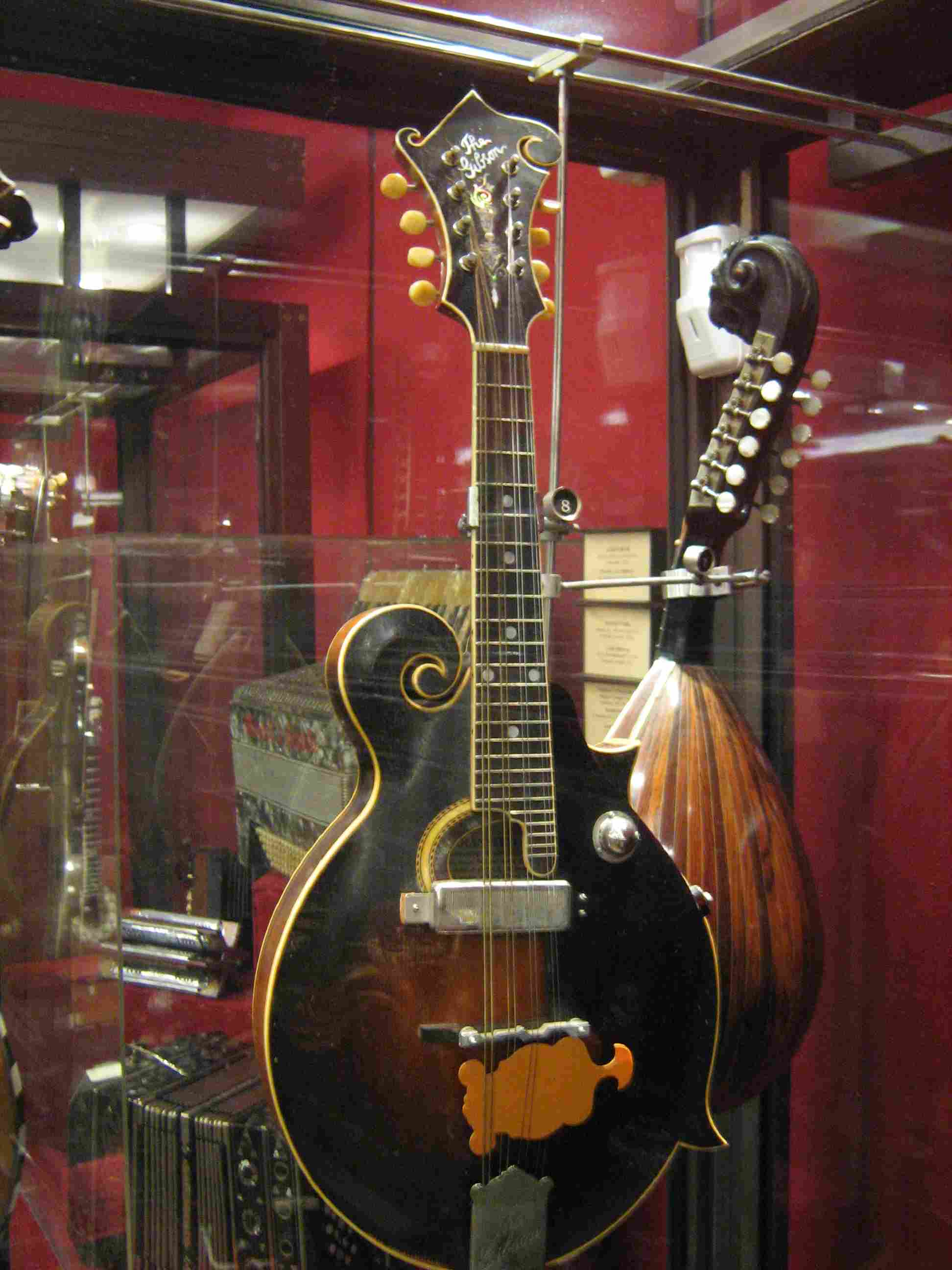
Gibson мандолина в Музее музыкальной культуры имени М. И. Глинки (с советским звукоснимателем, изготовленном на Ленинградском заводе «Магнетон»)

В 1880 году компания Gibson Mandolin-Guitar Mfg. Co, Ltd. была официально зарегистрирована в качестве производителя музыкальных инструментов. Вначале дизайн всех инструментов основывался только на проектах Орвилла Гибсона, но, боясь отстать от новых веяний, в 1919 году компания пригласила для сотрудничества дизайнера Ллойда Лоара. В результате, в 20-х годах Гибсон произвели множество инноваций в дизайне гитар и мандолин. В 1922 году была изобретена модель мандолины Gibson F5, которая позже стала известна как «мандолина-блюграсс». Вскоре после этого Гибсон стали ведущими производителями гитар-арктопов. В 1924 году Лоар покинул компанию.
В 1930-х годах Гибсон начали проявлять интерес к производству электрических гитар. В 1936 году они выпустили первую электрическую «испанскую» модель ES-150. Также появились первые электрические банджо и мандолины и электрическая гавайская стил-гитара.
Во время Второй мировой войны из-за недостатка материалов Гибсон приостановили производство. За всё это время удалось изготовить лишь несколько инструментов из подручных материалов. Вместо этого компания работала на военные нужды. В 1944 году находившуюся в упадке компанию приобрела Chicago Musical Instrument Company Мориса Генри Берлина, который был генеральным директором Гибсон до 1969 года, превратив её в крупнейшего производителя электрогитар и щипковых инструментов в мире.
В 1949 году была выпущена модель ES-175, которую можно увидеть в продаже и сегодня.

### Гибсон и Тед МакКарти
В 1948 году в Гибсон появился человек с огромным опытом в музыкальной индустрии — Тэд МакКарти. За время его работы (1950—1966) компания значительно расширила ассортимент продукции. Первым значительным нововведением стала гитара Les Paul. В 1950 году Гибсон решили сделать первую гитару с цельной декой. Проект такой гитары был сделан гитаристом Лесом Полом, и в 1952 году она была выпущена в продажу.
В середине 50-х годов была изготовлена серия «Thinline» (дословно — «тонкая линия»). В то время многие гитаристы были недовольны большими размерами арктопов и искали менее габаритные модели. Первой подобной моделью стала Byrdland, которая вначале представляла собой утончённую модель L-5, изготовленной по специальному заказу для гитаристов Билли Бёрда и Хэнка Гэрланда. Позже был укорочен гриф. Модели очень понравились музыкантам, и вскоре они были выпущены в продажу. В качестве более дешёвой альтернативы были изготовлены модели ES-350T и ES-225T.
В конце 50-х годов МакКарти решил разрушить стереотип о том, что Гибсон — это компания-консерватор, изготавливающая только инструменты с традиционной формой. В 1958 году были выпущены две новые модели с новым дизайном: Explorer и Flying V. Вначале «навороченные» гитары продавались очень плохо, и только в 60х-70-х годах они были снова выпущены на рынок и начали пользоваться популярностью среди музыкантов.
В 1961 году в связи с возросшим интересом к гитарам формы «double cut» (два выреза на корпусе) изменился дизайн гитары Лес Пол. Музыканту Лес Полу эта модель крайне не понравилась, и он был не согласен, чтобы его имя ассоциировалось с ней. Так новая форма стала называться SG (англ. solid guitar). Гитарист даже расторг контракт с фирмой, и только в 1968 году примирился с ней. С этого времени легендарный инструмент стал выпускаться в различных модификациях.

### С 70-х годов
В период с 1974 по 1984 год производство гитар Гибсон переехало из Каламазу в Нашвилл (Теннесси). В январе 1986 года к руководству компании пришли Генри Юшкевич, Дэвид Беримен и Гари Зебровски. Позже были открыты новые заводы в Мемфисе и Бозмане.
В 1994 году Генри Юшкевич начал разработку программы, выгодной и не наносящей урон природе доставки дерева. Были предприняты попытки сотрудничества с компанией Rainforest Alliances Smart Wood. Также Гибсон оказывал поддержку Гринпис и многим другим организациям подобного профиля. Результатом сотрудничества стала модель Gibson Les Paul Exotic Smartwood, выпущенная в 1998 году. Новая гитара, изготовленная из лучших сортов дерева, стоила $1299, и часть этой суммы переходила к Rainforest Alliances Smart Wood.
2 мая 2018 года Gibson объявил о банкротстве, однако по итогам судебного заседания, прошедшего 2 октября того же года в американском Суде по делам о банкротстве, компания Gibson осталась на плаву, благодаря прощению долгов на общую сумму 500 миллионов долларов, смене руководства компании и инвестициям в размере $70 млн.

## Модели и разновидности гитар

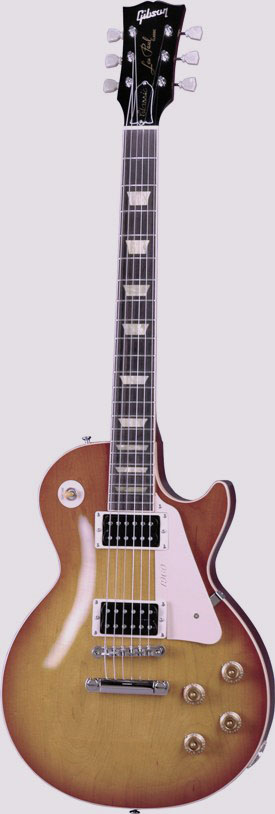
Gibson Les Paul
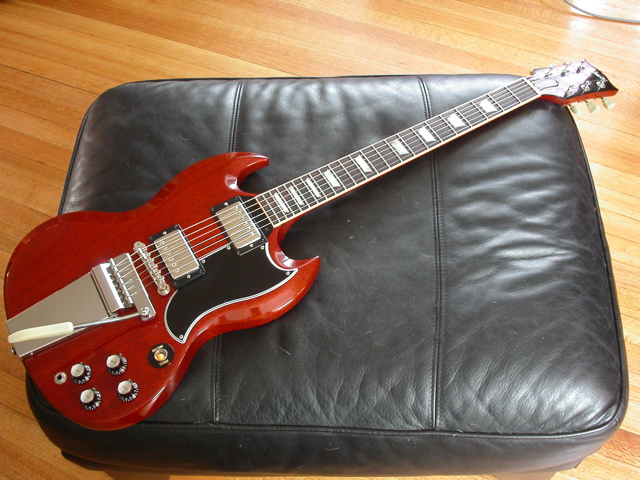
Gibson SG
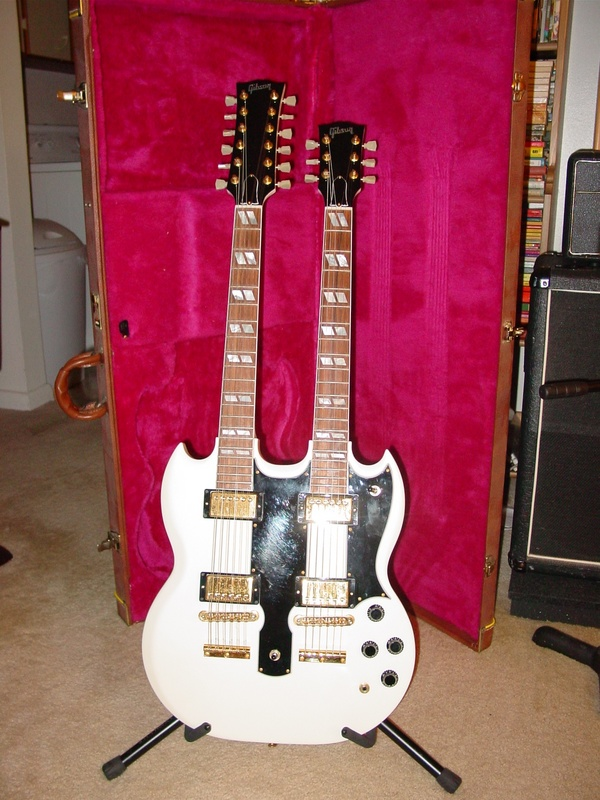
Gibson EDS-1275
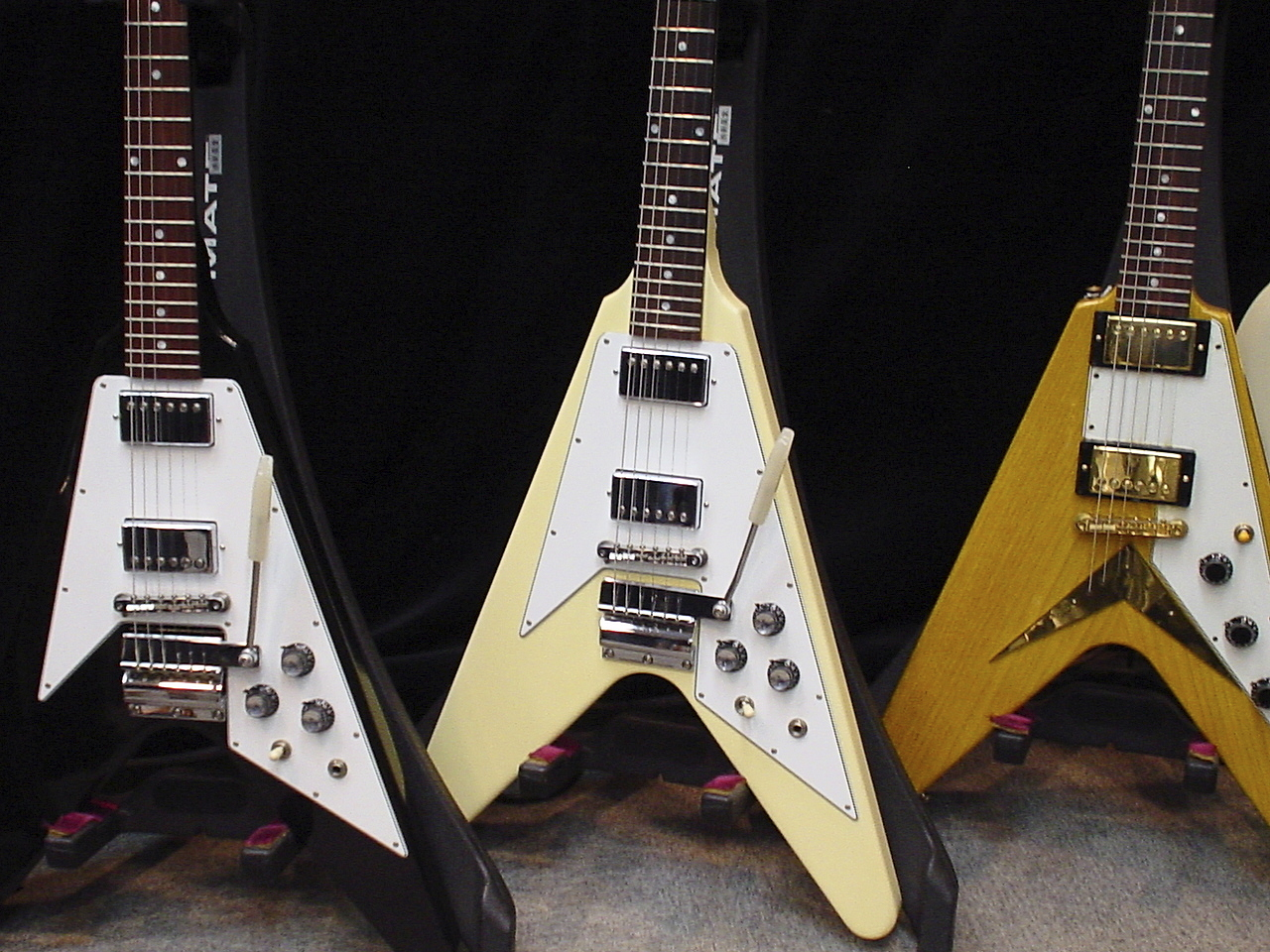
Gibson Flying V
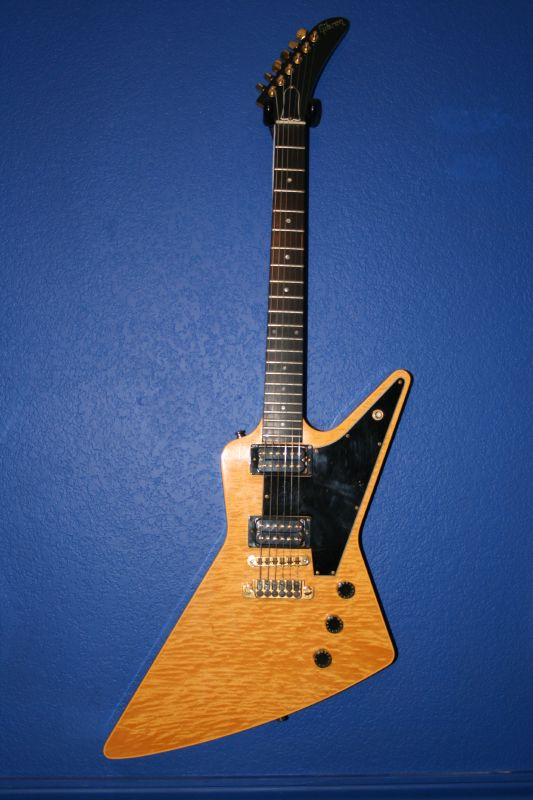
Gibson Explorer
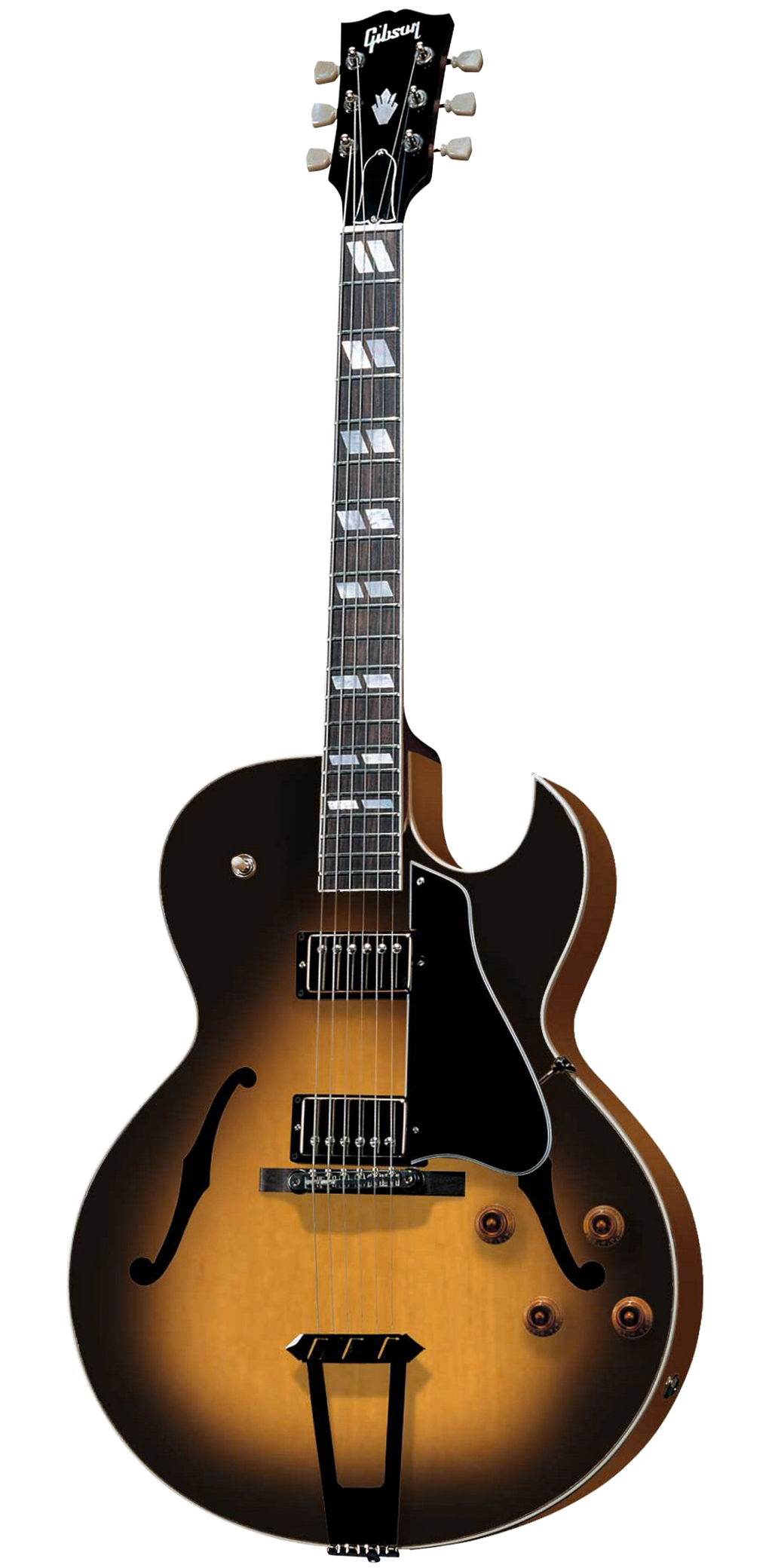
Gibson ES-175

- Les Paul Standard
- Les Paul Classic
- Les Paul Studio
- Les Paul Melody Maker
- Les Paul Junior
- Les Paul Custom
- Les Paul 54 Custom
- Les Paul 54 Custom Bigsby
- Les Paul 57 Custom
- Les Paul 57 Custom 3pu
- Les Paul Class 5 FT
- Les Paul Class 5 QT
- Gary Moore Les Paul
- Les Paul Artist
- SG
- SG Supreme
- Firebird
- Explorer
- RD
- ES Artist
- Flying V
- Nighthawk
- Thunderbird
- Memphis ES-335

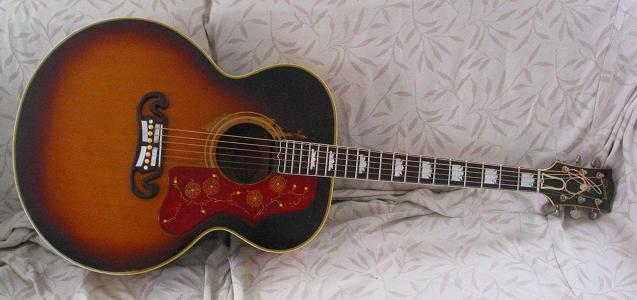
серия Gibson J

Также фирма выпускает акустические гитары и бас-гитары.
Дочерние предприятия и торговые марки:
Epiphone, Baldwin, Maestro, Wurlitzer, Tobias, Valley Arts Guitar, Slingerland, MaGIC, Gibson Amphitheatre, Hamilton, Chickering, Kramer, Steinberger, Electar, Aeolian.